# Księgi sybillińskie

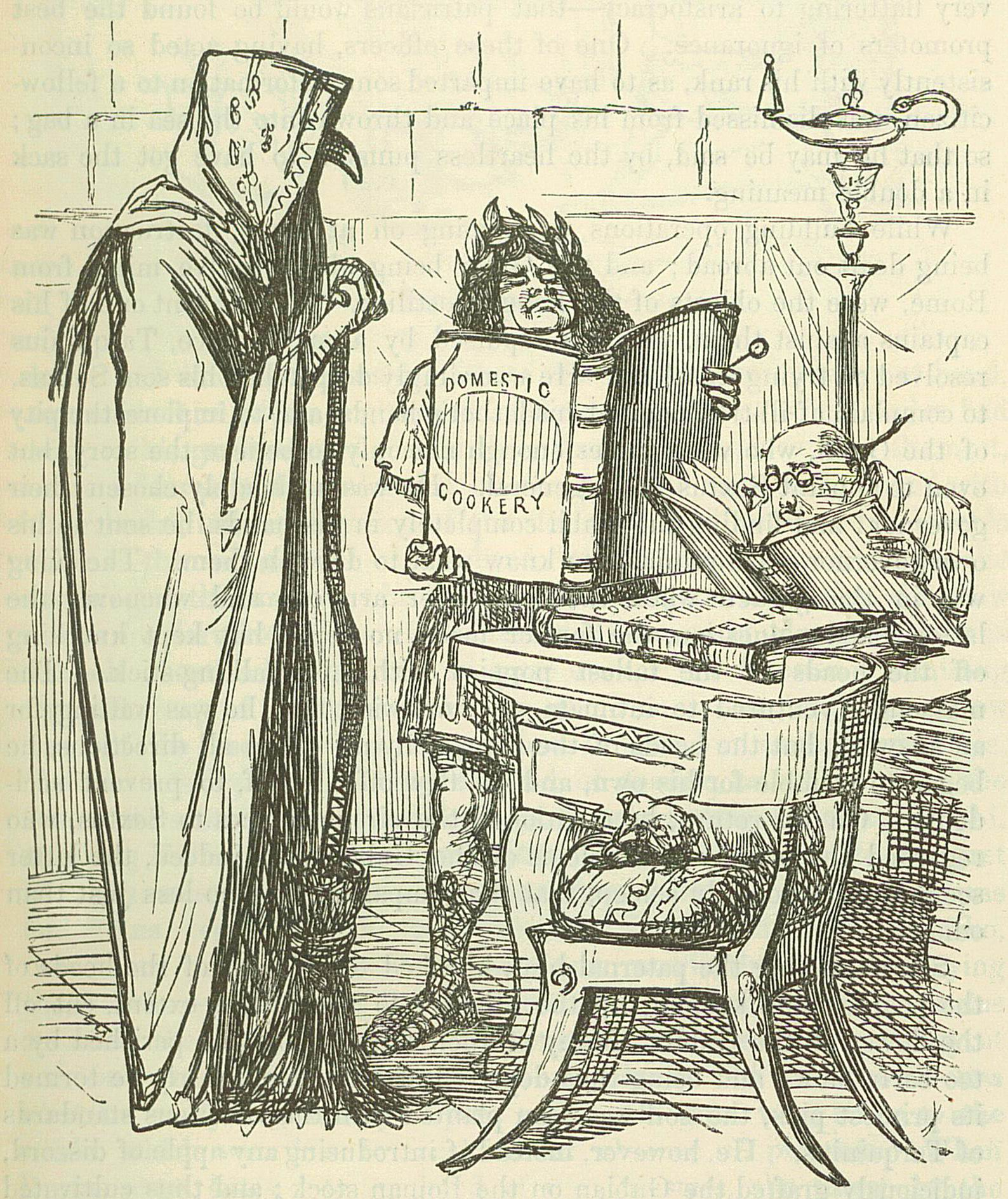
Zakup ksiąg sybillińskich na XIX-wiecznej ilustracji Johna Leecha z Comic History of Rome

Księgi sybillińskie (łac.: Libri Sibyllini) były w starożytnym Rzymie spisem przepowiedni, zapisanych heksametrem w języku greckim. W Księgach szukano rady, gdy państwu rzymskiemu zagrażało niebezpieczeństwo. Zazwyczaj rada ta polegała na przyjęciu do rzymskiego panteonu nowego boga i rozpoczęciu oddawania mu czci.
Legenda głosi, że księgi kupił od Sybilli z Kyme Tarkwiniusz Pyszny.  Sybilla zaoferowała królowi dziewięć ksiąg, mówiąc, że ten, kto prawidłowo zinterpretuje ich tekst, pozna przyszłość. Tarkwiniusz odpowiedział, że cena żądana za księgi jest zbyt wysoka, wtedy Sybilla spaliła trzy z nich i zażądała za resztę tej samej ceny. Tarkwiniusz znowu odmówił zakupu, a Sybilla spaliła kolejne trzy i powtórzyła tę samą cenę. Król kupił wreszcie trzy księgi za cenę, za którą oferowano mu dziewięć ksiąg. Przechowywano je w świątyni Jowisza na Kapitolu i zaglądano do nich na polecenie senatu. W 83 p.n.e. zaginęły w pożarze Kapitolu. Sprowadzono wtedy nowe z Grecji i Azji. Złożono je w świątyni Apollina na Palatynie; zniszczono je ok. 400 roku na rozkaz Stylichona (zachowały się tylko nieliczne fragmenty).
Księgi konsultowano tylko w chwilach największego zagrożenia dla Rzymu:
- 399 p.n.e. – podczas zarazy, jedna z przepowiedni kazała wprowadzić ceremonię lectisternium (uczty bogów)[2] (Liwiusz 5,13)
- 295 p.n.e. – ponownie podczas zarazy, w rezultacie przy Circus Maximus wybudowano świątynię Wenus (Liwiusz 10,31)
- 293 p.n.e. – ponownie podczas zarazy, księgi nakazały "sprowadzić do Rzymu z Epidauros Asklepiosa", ale Senat zarządził jedynie jeden dzień modłów do Asklepiosa (Liwiusz 10,47)
- 216 p.n.e. – kiedy Hannibal pokonał Rzymian pod Kannami, księgi nakazały pochować żywcem na forum dwóch Galów i dwóch Greków,
- 204 p.n.e. – podczas II wojny punickiej, w rezultacie Scypion Afrykański sprowadził do Rzymu kult bogini Kybele
- 63 p.n.e. – Publiusz Korneliusz Lentulus Sura przyłączył się do spisku Katyliny po tym, jak przeczytał w księgach o trzech Korneliuszach, którzy przejmą władzę w Rzymie (Plutarch, Życie Cycerona, XVII)
- ok. 55 p.n.e. – kiedy Rzymianie wahali się czy wysłać wojska, aby przywróciły na tron króla Egiptu - Ptolemeusza XII (Kasjusz Dion Historia rzymska 39:15)
- 44 p.n.e. – według Swetoniusza, przepowiednia "tylko król może zatriumfować nad Partią" wywołała plotki, że Juliusz Cezar chce się ogłosić królem Rzymu (Cezar, 79)
- 15 – kiedy Tyber zalał dolne części miasta, jeden z kapłanów zaproponował konsultację z księgami, ale cesarz Tyberiusz odmówił (Tacyt, Annales I, 72)
- 271 – kiedy Rzym został pokonany w bitwie pod Placentią przez Alamanów
- 312 – Maksencjusz skonsultował się z księgami przed bitwą z Konstantynem
- 363 – Julian Apostata konsultował księgi przed marszem na Sasanidów (Ammianus Marcellinus, Historia Rzymu, XIII, 7)